# Giez (Vaud)
Pour les articles homonymes, voir Giez.
Giez est une commune suisse du canton de Vaud, située dans le district du Jura-Nord vaudois.

## Histoire
Giez fut mentionné en 1011 sous le nom de Gies. On y découvrit les vestiges d'une villa romaine de grandes dimensions et des tombes burgondes. Au Moyen Âge, les couvents de Romainmôtier et de Haut-Crêt y avaient des possessions ; d'autres relevaient dès le XIIe siècle de la famille noble de Giez et, dès le XVe siècle, des de Pierre. L'église Saint-Jean-Baptiste, du début du XIIe siècle, servit d'église paroissiale aux habitants de Grandson jusqu'en 1438. En 1677, elle fut démolie en partie et, depuis 1845, intégrée dans la paroisse de Montagny. En 1476, Charles le Téméraire établit son campement à Giez : outre les nombreux débris d'armes, le territoire possède encore un étang artificiel creusé par les Bourguignons pour abreuver leurs chevaux. Sous le régime bernois, le village faisait partie du bailliage de Grandson, terre de Montagny. À Giez se trouvent un château datant du XIVe siècle, reconstruit à la fin du XVe, et la maison des Tourelles, datant de 1635. La commune faisait partie du district de Grandson de 1798 à 2007. Depuis les années 1970, Giez connaît un fort développement démographique grâce à la création, à l'ouest du village, d'un quartier de maisons individuelles appartenant à une population de navetteurs (plus des deux tiers en 2000).

## Géographie
Giez se situe sur un plateau bien dégagé entre le lac de Neuchâtel et le Jura.

## Population et société

### Surnoms
Les habitants de Giez sont surnommés les Couennes (au sens de paresseux ou d'insouciant) et lè Repétacî (les Rapiécés en patois vaudois),.

### Démographie

#### Évolution de la population
Giez compte 448 habitants au 31 décembre 2022 pour une densité de population de 94 hab/km2. Sur la période 2010-2019, sa population a augmenté de 21,1 % (canton : 12,9 % ; Suisse : 9,4 %).  

#### Pyramide des âges
En 2020, le taux de personnes de moins de 30 ans s'élève à 31,6 %, au-dessous de la valeur cantonale (35 %). Le taux de personnes de plus de 60 ans est quant à lui de 23,1 %, alors qu'il est de 21,9 % au niveau cantonal.
La même année, la commune compte 212 hommes pour 201 femmes, soit un taux de 51,3 % d'hommes, supérieur à celui du canton (49,1 %).
| Hommes | Classe d’âge | Femmes |
| ------ | ------------ | ------ |
| 0,0    | 90 ans ou +  | 0,5    |
| 8,5    | 75 à 89 ans  | 9,5    |
| 13,2   | 60 à 74 ans  | 14,4   |
| 24,5   | 45 à 59 ans  | 24,4   |
| 19,8   | 30 à 44 ans  | 21,9   |
| 17,9   | 15 à 29 ans  | 18,4   |
| 16,0   | - de 14 ans  | 10,9   |

| Hommes | Classe d’âge | Femmes |
| ------ | ------------ | ------ |
| 0,5    | 90 ans ou +  | 1,4    |
| 6,1    | 75 à 89 ans  | 8,2    |
| 13,3   | 60 à 74 ans  | 14,3   |
| 21,5   | 45 à 59 ans  | 21,2   |
| 22,0   | 30 à 44 ans  | 21,4   |
| 19,6   | 15 à 29 ans  | 18,0   |
| 16,9   | - de 14 ans  | 15,5   |